# Suzu Suzuki
Suzu Suzuki (en japonés: 鈴季すず, Suzuki Suzu) (Miyazaki, 16 de septiembre de 2002) es una luchadora profesional japonesa que ha trabajado como artista independiente para promociones como Ice Ribbon y Pure-J.

## Carrera profesional

### Circuito independiente (2018–presente)
Como luchadora independiente, Suzuki es conocida por competir en varias promociones. En Now Was The First Of Osaka This Year, un evento promovido por Oz Academy el 17 de febrero de 2019, cayó ante Hiroyo Matsumoto. En AWG Beginning, otro evento de Actwres girl'Z que se celebró el 19 de mayo de 2019, Suzuki hizo equipo con Hikari Shimizu en un esfuerzo perdedor ante Saori Anou y Noa Igarashi. En un house show promovido por Big Japan Pro Wrestling el 10 de noviembre de 2019, Suzuki hizo equipo con Tsukasa Fujimoto en un esfuerzo perdedor ante Risa Sera y Maika Ozaki.
En Seadlinnng's 6th Anniversary, el 19 de agosto de 2021, hizo equipo con Ayame Sasamura y Rina Yamashita en un esfuerzo perdedor ante Hiroyo Matsumoto, Nanae Takahashi y Tsukushi Haruka. En FMW-E Battle Royal, un evento promovido por Frontier Martial-Arts Wrestling el 12 de septiembre de 2019, Suzuki formó equipo con Isami Kodaka en un esfuerzo perdedor contra Abdullah Kobayashi y Risa Sera como resultado de un combate por equipos intergénero.

#### Ice Ribbon (2018–presente)
Suzuki hizo su debut en la lucha libre profesional con Ice Ribbon en el evento New Ice Ribbon #930 ~ RibbonMania 2018, que se celebró el 31 de diciembre de ese año, donde obtuvo una victoria contra Asahi. En New Ice Ribbon #1013 ~ RibbonMania 2019 del 31 de diciembre, Suzuki compitió en un gauntlet match de 45 personas que retrató el combate de retiro de Tequila Saya en el que se enfrentó a gente como Syuri, Manami Toyota, Matsuya Uno, Kaori Yoneyama, Ken Ohka, Cherry y muchos otros en un empate.
En el New Ice Ribbon #1073 formó equipo con Risa Sera y desafió sin éxito a Frank Sisters (Hiragi Kurumi y Mochi Miyagi) por el International Ribbon Tag Team Championship. En la final del Yokohama Bunka Gymnasium del 9 de agosto de 2020, Suzuki derrotó a Maya Yukihi para ganar el ICE Cross Infinity Championship. En el Ice Ribbon Risa Sera's 5th Produced Show  del 24 de octubre de 2020, Suzuki compitió en un combate ironman de 11 personas por el Campeonato FantastICE en el que también participaron la campeona Risa Sera, Minoru Fujita, Takashi Sasaki, Takayuki Ueki, Toshiyuki Sakuda y Yuko Miyamoto, entre otros, y que terminó en un empate con límite de tiempo de 60 minutos.

### World Wonder Ring Stardom (2022–presente)
Suzuki se alineó con Mochi Miyagi, Risa Sera, Akane Fujita y Hiragi Kurumi en el stable Prominence a finales de 2021 después de que su contrato con Ice Ribbon expirara, dejándolas vagar como luchadoras independientes. Miyagi y el resto del stable hicieron su primera aparición en el primer pay-per-view de World Wonder Ring Stardom de 2022, el Stardom Nagoya Supreme Fight del 29 de enero, donde eligieron un combate con el stable Donna Del Mondo.

## Campeonatos y logros
- Ice Ribbon
  - ICE Cross Infinity Championship (1 vez)[17]
  - Ice Ribbon Year End Awards (2 veces)
  - MVP Award (2020)
  - Best Match Award (2020) – con Maya Yukihi
- Pure-J
  - Princess of Pro Wrestling Championship (1 vez)[18]